# تايلر نيكلسون
تايلر نيكلسون هو متزلج على الثلوج كندي، ولد في 3 أغسطس 1995 في نورث باي في كندا.

## وصلات خارجية
- تايلر نيكلسون على موقع الاتحاد الدولي للتزلج (ركوب لوح الثلج) (الإنجليزية)
- تايلر نيكلسون على موقع اللجنة الأولمبية الدولية (الإنجليزية)
- تايلر نيكلسون على موقع أوليمبيديا (الإنجليزية)
- تايلر نيكلسون على موقع اللجنة الأولمبية الكندية (الإنجليزية)
- تايلر نيكلسون على موقع ألعاب إكس (مؤرشف) (الإنجليزية)